# Règle du précédent
 (février 2015).
La règle du précédent ou stare decisis (latin : « rester sur la décision ») est une règle de droit s'appliquant particulièrement dans les pays de common law. Cette doctrine veut que les arrêts des juridictions supérieures fassent jurisprudence et que les principes généraux du droit dégagés par cette jurisprudence soient des règles prétoriennes obligatoires pour toutes les juridictions inférieures. Bien que moins importants dans les pays de droits de tradition civiliste, les arrêts des hautes instances font jurisprudence et sont respectés par les juridictions inférieures à condition qu'ils soient conformes à la jurisprudence constante. Selon la Cour suprême de Louisiane, un État dans lequel le droit est inspiré du Code napoléonien, la différence entre le stare decisis et la jurisprudence constante résiderait dans le fait qu'une seule décision jurisprudentielle peut suffire à fonder la règle du stare decisis, tandis qu'il faudrait une série de décisions cohérentes pour fonder une règle de jurisprudence constante. La différence est donc essentiellement de degré, plutôt que de nature. Cette règle n'empêche toutefois pas des revirements de jurisprudence constante.

## La règle du précédent et la sécurité juridique
Dans les pays de common law, d'une part, une part importante du droit est le droit prétorien (ou jurisprudentiel), non écrit dans des lois ou des décrets, et d'autre part, on considère que le sens précis des lois ne s'éclaire que lorsque des tribunaux ont eu à l'appliquer dans des situations concrètes. C'est la jurisprudence, l'accumulation des décisions de principe, et en particulier les motifs et considérants en droit (appelés ratio decidendi) sur lesquels les juges fondent leurs décisions, qui constitue l'essentiel des sources du droit, plus que la loi elle-même. On parle ainsi du droit prétorien ou jurisprudentiel, source de droit dégagée de la jurisprudence.
Dans ce contexte, le principe de la sécurité juridique, selon lequel la loi doit pouvoir être connue et accessible à tous, exigerait que la jurisprudence soit effectivement respectée. Dans leurs arrêts, les cours de common law citent régulièrement de nombreuses décisions antérieures sur lesquelles elles prétendent fonder leurs décisions, beaucoup plus que la loi elle-même. La règle du précédent s'impose presque toujours aux cours inférieures quant aux décisions de leurs cours d'appels. Ainsi, en Angleterre, les tribunaux de première instance, par exemple, les Magistrates' courts doivent strictement [réf. nécessaire] se conformer à la jurisprudence la plus récente de la Crown Court, elle-même dépendant de celle de la High Court. Encore au-dessus, se trouve la Court of Appeals, et enfin, la Cour des Lords (anciennement le comité judiciaire de la Chambre des lords), qui tranche en dernier ressort et dont la jurisprudence s'impose à tous.
Aux États-Unis d'Amérique, les décisions antérieures de la Cour suprême s'imposent (bind) en principe à toutes les autres juridictions fédérales et des États. Les tribunaux de première instance se conforment théoriquement à la jurisprudence des instances supérieures. Ainsi, les district courts respectent la jurisprudence des cours d'appel fédérales dont ils dépendent et une district court statuant en instance d'appel est tenue de respecter la jurisprudence de la Cour suprême ; les district courts en revanche ne sont pas liées par la jurisprudence d'une cour d'appel dans un autre district judiciaire fédéral que celui dont elles dépendent : elles peuvent citer leurs décisions pour fonder un jugement, mais rien ne les oblige à s'y conformer.

## La non-application de la règle du précédent
La principale question que pose la règle du précédent est : quand ne pas l'appliquer. En principe, les cours inférieures sont strictement liées par les précédents des cours supérieures.
La tradition britannique est qu'une cour suive aussi ses propres précédents, tout au moins quand il s'agit des cours les plus importantes, celles dont les décisions sont considérées comme étant sources de droit. Ce précédent a été fixé, pour la Chambre des lords, par le précédent London Street Tramways v London County Council de 1898.
Cependant, depuis le Practice Statement de 1966, la Chambre des lords est explicitement dégagée de cette obligation, ce qui permet, très exceptionnellement, de révoquer des précédents devenus manifestement inadaptés ou injustes.
Aux États-Unis, une cour n'est pas forcément liée par ses propres précédents. La Cour suprême le fait fréquemment (voir par exemple Roper v. Simmons, 2005, qui renverse l'arrêt de 1989, Stanford v. Kentucky, concernant la peine de mort pour les mineurs).
La différence tient sans doute à ce qu'au Royaume-Uni, le parlement peut, par une nouvelle loi, mettre fin à une jurisprudence qui lui déplaît.
Au contraire, lorsque la Cour suprême des États-Unis fonde sa décision non sur une loi, mais sur la Constitution, seule une modification de la Constitution permettrait de revenir dessus.
Dans tous les cas, la nouvelle décision forme un nouveau précédent, qui efface la jurisprudence antérieure et s'impose aux cours inférieures.
La Cour européenne des droits de l'homme (CEDH) considère que l'« exigence de la sécurité juridique et de protection de la confiance légitime ne consacre pas de droit acquis à une jurisprudence constante ». Toutefois, tout revirement de jurisprudence, légitimé en vertu d'une interprétation dynamique et progressiste du droit, doit être justifié et motivé.

## Les pratiques d'interprétation
En pratique, les tribunaux utilisent diverses techniques d'interprétation qui leur permettent de s'écarter des précédents, dont la technique de la distinction (distinguishing). Le tribunal doit montrer en quoi l'affaire qu'il juge se distingue de celles précédemment jugées, et pourquoi les précédents ne peuvent s'y appliquer pleinement. Ce faisant, il prétend ne pas remettre en cause la jurisprudence, mais seulement la compléter.

## En droit québécois

### Droit public
En droit public québécois, le stare decisis trouve pleinement application, notamment en droit pénal, en droit constitutionnel et en droit administratif, puisque le droit public québécois est principalement d'inspiration britannique.

### Droit privé
En droit privé québécois, où la tradition civiliste est encore déterminante, la règle est moins contraignante :  en pratique, les tribunaux distinguent entre le stare decisis et la règle du précédent. Ils se considèrent liés par la règle du précédent plutôt que par le stare decisis. Alors que le stare decisis n'accepte aucune remise en question des décisions antérieures, la règle du précédent en droit civil a une forte valeur persuasive, mais n'est pas absolument contraignante.